# Roehampton Invitation
De Roehampton Invitational was een jaarlijks golftoernooi voor professionals. Het was het eerste toernooi van het jaar en het werd gespeeld op de Roehampton Golf Club. De deelnemende golfprofessionals hadden veelal de Britse nationaliteit, maar er kwamen ook professionals over uit continentaal Europa en zelfs uit Argentinië.
Tijdens het toernooi van 1931 vestigde Charles Harry Gadd een baanrecord van 68. In de matchplay verloor hij van Charles Whitcombe, omdat hij last kreeg van de oorlogswond aan zijn been, opgelopen tijdens de Eerste Wereldoorlog.
In 1934 deden Percy Alliss, Archie Compston, Mark Seymour en Fransman Hirigoyen mee. En George Gadd (broer van Charles) speelde tegen Alan Dailey. R A Whitcombe tegen H C Kinch, George Duncan tegen John Donaldson, Henry Cotton tegen Alf Padgham, Abe Mitchell tegen Alf Perry, WB Smith tegen Sam King

## Winnaars
- 1925:  Aubrey Boomer
- 1926:  Abe Mitchell
- 1927:  Abe Mitchell
- 1928:  Abe Mitchell
- 1929:  Archie Compston
- 1935:  Archie Compston

## De golfclub
De club werd in 1902 opgericht als poloclub, met drie velden die tot 1950 hebben bestaan. Er was ook een renbaan voor paarden en een stuk grond waar dames konden leren autorijden. En er werd ook croquet gespeeld.
Het werd een deftige club met pololeden als Winston Churchill en admiraal Lord Beatty. De hertog en hertogin van Kent en de Aga Khan waren er sinds 1935 erelid.
In 1904 werden de eerste negen holes van de golfbaan aangelegd, na enkele jaren werd de baan uitgebreid tot 18 holes. Vlak voor de Eerste Wereldoorlog had de club ruim 1500 leden.